# 奧廖爾省
奧廖爾省（Орло́вская губе́рния）是俄羅斯帝國和蘇聯早期的一個省份，包括今日的奧廖爾州大部、布良斯克州東部和利佩茨克州西部。1905年時面積46,724平方公里，1897年人口2,033,798人。首府奧廖爾。
1796年建省，1928年被納入中央黑土區。